# Сен-Севе-Кальвадос
Сен-Севе́-Кальвадо́с (фр. Saint-Sever-Calvados) — коммуна во Франции, находится в регионе Нижняя Нормандия. Департамент коммуны — Кальвадос. Входит в состав кантона Сен-Севе-Кальвадос. Округ коммуны — Вир.
Код INSEE коммуны — 14658.

## Население
Население коммуны на 2010 год составляло 1368 человек.
| 1962 | 1968 | 1975 | 1982 | 1990 | 1999 | 2010 |
| ---- | ---- | ---- | ---- | ---- | ---- | ---- |
| 1485 | 1415 | 1379 | 1425 | 1409 | 1325 | 1368 |

## Экономика
В 2010 году среди 725 человек трудоспособного возраста (15—64 лет) 487 были экономически активными, 238 — неактивными (показатель активности — 67,2 %, в 1999 году было 70,3 %). Из 487 активных жителей работали 434 человека (238 мужчин и 196 женщин), безработных было 53 (22 мужчины и 31 женщина). Среди 238 неактивных 60 человек были учениками или студентами, 89 — пенсионерами, 89 были неактивными по другим причинам.